# Храм Серафима Саровского на Филёвской пойме
Храм Серафима Саровского на Филёвской пойме (Серафимовская церковь, Серафимосаровская церковь) — деревянный православный храм на западе Москвы, в районе Филёвский парк. Относится к Георгиевскому благочинию Московской городской епархии. Является малым храмом прихода. Рядом возведён главный Храм Всех святых в Филёвской пойме.

## История
Храм заложен в 2003 году, освящён в 2004 году.

## Описание
Деревянная клетская церковь.

## Духовенство
- Настоятель храма — протоиерей Георгий Сорокин
- Иерей Тимофей Скляр[1]